# 里斯奈巴赫河
51°29′6.66″N 8°26′55.1″E / 51.4851833°N 8.448639°E
里斯奈巴赫河（德語：Rißneibach），是德國的河流，位於該國西部，處於北萊茵-威斯特法倫州，屬於默訥河的右支流，河道全長3.5公里，流域面積4.9平方公里。